# NGC 2432
NGC 2432 is een open sterrenhoop in het sterrenbeeld Achtersteven. Hij werd op 4 maart 1790 ontdekt door de Duits-Britse astronoom William Herschel.

## Synoniemen
- OCL 620
- ESO 560-SC6